# Association baptiste du Belize
L’Association baptiste du Belize (anglais : Baptist Association of Belize) est une association chrétienne évangélique d'églises baptistes au Belize.  Elle est affiliée à l’Alliance baptiste mondiale. Son siège est situé à Belize City. 

## Historique

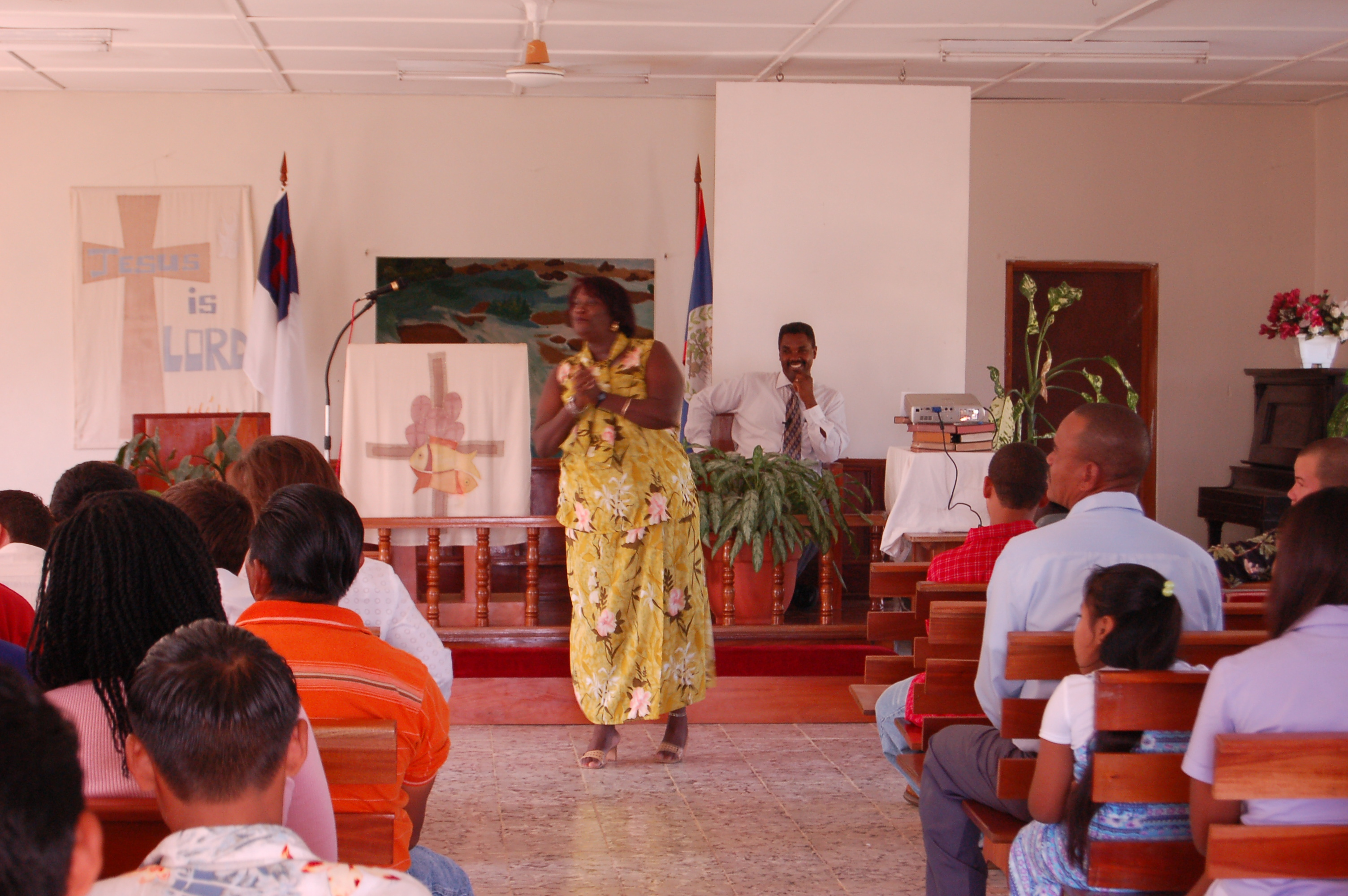
Service à l’Église Baptiste de Belmopan.

L’Association baptiste du Belize a ses origines dans une mission britannique de la Société missionnaire baptiste en 1822 . Elle est officiellement fondée en 1976. Selon un recensement de l’association, en 2023 elle disait avoir 52 églises et 4,000 membres.